# Trochalus piceus
Trochalus piceus är en skalbaggsart som beskrevs av Fabricius 1781. Trochalus piceus ingår i släktet Trochalus och familjen Melolonthidae. Inga underarter finns listade i Catalogue of Life.